# Heimgarten (Volkshochschule)

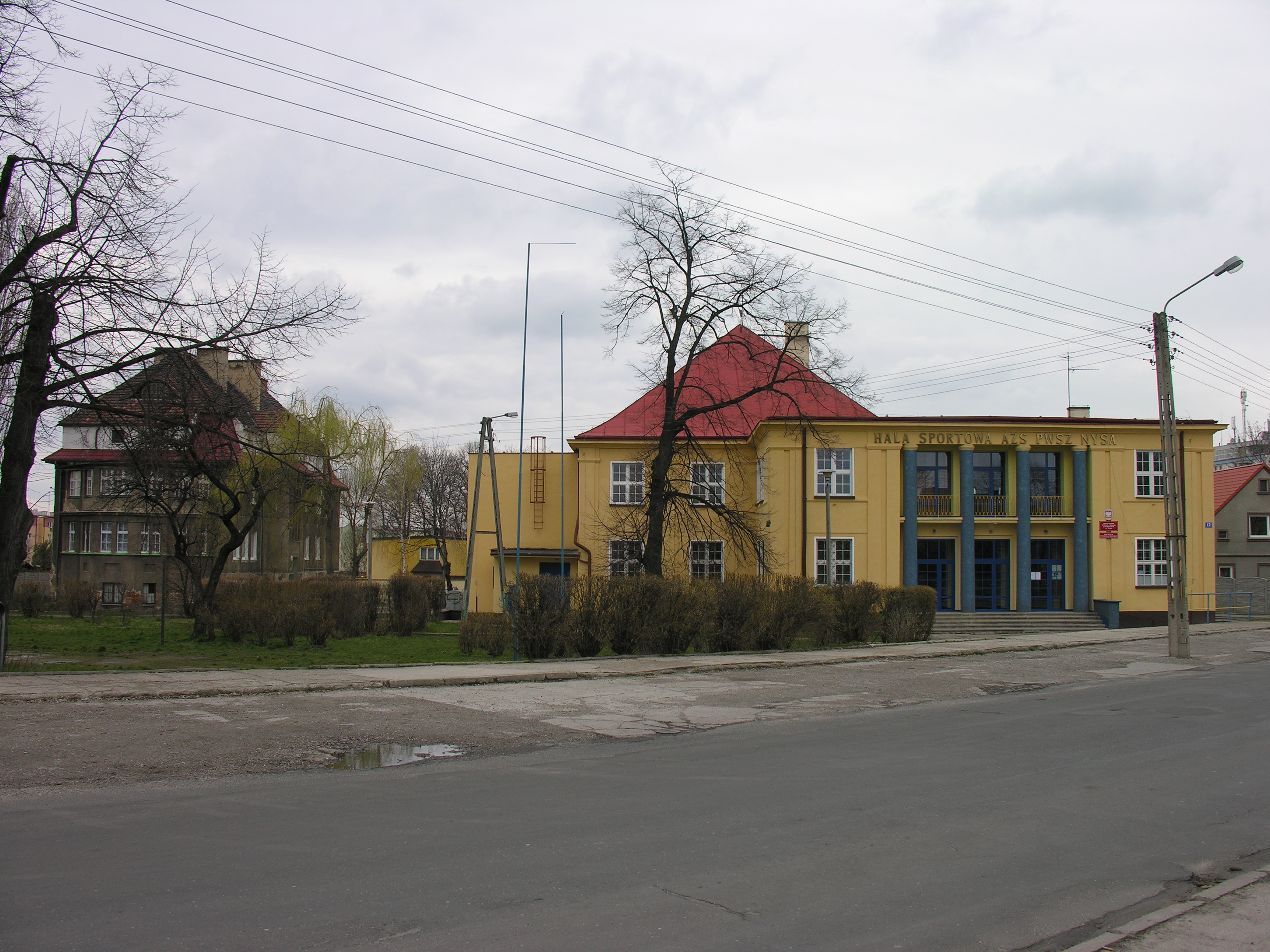
Heimgarten, 2007

Die Grenzland-Volkshochschule Heimgarten in Neisse-Neuland (Schlesien) arbeitete zwischen 1913 und 1933 als katholische Begegnungs- und Bildungsstätte.

## Geschichte

### Begegnungsstätte
Zunächst war das spätere Heimgarten-Gelände als Begegnungs- und Bewirtungsstätte für den örtlichen Verein des Kreuzbündnisses in Neisse gedacht, wo sich die mehr als 500 erwachsenen Mitglieder und die zu ihnen gehörenden Kinder und Jugendlichen treffen konnten, ohne den andernorts unausweichlichen Genussgiften ausgesetzt zu sein.
Hauptsächlich Bernhard Strehler setzte es durch, dass der Verein um die Jahreswende 1913/1914 in der Vorstadt Neisse-Neuland trotz unsicherer Finanzierung eine solche Begegnungsstätte eingerichtet hat. Sie bestand aus zwei zusammenhängenden Gebäuden im Landhausstil mit Arbeitsräumen, Gästezimmern, zwei Bücherstuben und einem geräumigen Saal (für mehr als zweitausend Personen) mit moderner Stilbühne und war umgeben von einem 10.000 Quadratmeter großen Gartengelände mit Spielplatz, Freilichtbühne und einer großen Glashalle für regengeschützte Veranstaltungen im Freien.
Gelände und Volksbildungsheim wurden bald beliebte Begegnungsstätte nicht nur für die abstinenten Kreuzbund-Mitglieder, sondern für die ganze Bevölkerung, vor allem für Arbeiter, weil sie dort ohne Getränkezwang einkehren konnten. Während der Kriegsjahre 1914 bis 1918 beherbergte das Heim verwundete Soldaten.

### Volkshochschule
Nach der militärischen Niederlage der Mittelmächte geriet auch das schlesische Grenzgebiet in die politische Auseinandersetzung mit den Nachbarstaaten um Gebietsabtretungen und neue Grenzen. Die Pariser Vorortverträge hatten dem Deutschen Reich erdrückende Reparationen auferlegt, die Gebietsabtretungen hatten bewährte Wirtschaftsbindungen zerschnitten, an manchen Randgebieten kämpften Milizen mit Waffengewalt um die künftige Grenzziehung. Das alles brachte die deutsche Volkswirtschaft in Bedrängnis, Betriebe und Einzelunternehmen gerieten in Verschuldung oder mussten schließen, Viele wurden arbeitslos, staatliche und private Fürsorge existierten nicht oder konnten nicht wirksam helfen.
In dieser Lage beschlossen Mitglieder des Arbeitskreises Quickborn, im Heimgarten Schulungen und Lehrgänge zu halten, deren Teilnehmern und Teilnehmerinnen sachliche Kenntnisse und geistige Anregung vermittelt werden sollten, um den Schwierigkeiten der Gegenwart besser begegnen zu können. Für das neue „Heimgartenwerk“ gründeten Freunde und Förderer 1923 als juristischen Träger die „Heimgartengenossenschaft (eGmbH)“. Die Hyperinflation nahm dem deutschen Geld damals alle zwei Wochen neun Zehntel seines Wertes. Behelfsweise hatten Genossen zum Erwerb eines Genossenschaftsanteils drei Zentner Roggen einzubringen. Die neue Genossenschaft pachtete Gelände und Gebäude der Begegnungsstätte für geringes Entgelt vom Neisser Kreuzbündnis (mit der Auflage, dass der Heimgarten weiterhin von Genussgiften frei zu bleiben hatte).
Ernst Laslowski (1889–1961) übernahm die geschäftliche und organisatorische Verwaltung, Klemens Neumann die seelsorgliche, erzieherische und musische Leitung. Verschiedene Einrichtungen und Verbände, hauptsächlich aber das Heimgartenwerk selbst veranstalteten zu wechselnden Themen Freizeiten, Lehrgänge und Exerzitien (Dauer 3 bis 21 Tage). Auch für Familientage, Gemeinschaftsabende, Volksfeste wurde die Anlage bereitgestellt.

### Heim-Volkshochschule
Damit die vielen Schulungsteilnehmer auch an ihrer Schulungsstätte wohnen konnten, errichtete das Heimgartenwerk 1926 ein zusätzliches Gebäude. Es wurde nach dem Gründer der Heimgartenanlage „Dr.-Bernhard-Strehler-Haus“ genannt. In seinen fünf Geschossen enthielt es eine Kapelle, Schulungsräume, Wohnungen für Heimgarten-Mitarbeiter und vor allem Unterkünfte für die Schulungsteilnehmer. Zur Finanzierung hatten der Staat Preußen und Gemeinden der Umgebung beigetragen, außerdem (mit behördlicher Genehmigung) eine Waren-Lotterie mit Tausenden von Losen, welche Quickborn-Mitglieder freilich an Freunde und Nachbarn ihrer Heimatgemeinden zu verkaufen hatten.
Um die Jahreswende 1927/1928 erlitt Klemens Neumann zwei Schlaganfälle, Mitte 1928 starb er. Der Heimgarten hatte eine seiner Säulen verloren, setzte aber im lebendigen Geiste des Gestorbenen seine Volksbildungsarbeit fort, bis die staatliche Umwälzung dem ein Ende setzte.
Im Jahre 1927 wurde in unmittelbarer Nachbarschaft die Bauern(Volks)hochschule in einem neuen Gebäude gegründet. Das Gebäude wird heute von der Caritas genutzt.
Es waren in Neisse-Neuland alle drei Typen der Heimvolkshochschulen vereinigt, für Mädchen, für Arbeiter und für Bauern.

### Zerstörung des Heimgartenwerkes
Nach der Machtergreifung der Nationalsozialisten 1933 wurde auf dem Gelände ein Lager des Freiwilligen Arbeitsdienstes eingerichtet, der Mitte 1935 in den Reichsarbeitsdienst umgewandelt wurde. Der ehemalige Heimgarten wurde als NS-Schulheim genutzt (nachgewiesen für 1937)
Bei Kriegsbeginn 1939 übernahm die deutsche Wehrmacht den Heimgarten, später eine Schule für Kindergärtnerinnen.
Seit Kriegsende gehört das Gebiet um Neisse (jetzt Nysa) zum Staate Polen, das ehemalige Strehlerhaus ist in Wohnungen aufgeteilt, von den beiden ersten Gebäuden besteht nur noch der ehemalige Saal mit Bühne, der örtliche Sportverein nutzt ihn als Spiel- und Übungshalle.

## Inhalte, Leistung
Die Gestalter der VHS (später Heim-VHS) "Heimgarten" ließen sich hauptsächlich vom Gedankengut der Jugendbewegung leiten. Ebenso wie diese strebten sie danach, erstarrte Formen der vorangehenden Epoche zu überwinden und stattdessen eine lebendige, eben "bewegte" Lebensweise zu finden, sowohl für sich selbst als auch für die heranwachsende Jugend.
- Statt "verbreitender" (extensiver) mehr "gestaltende" (intensive) Bildung.
- Den ganzen Menschen formen: nicht nur sein Wissen und Denken, sondern auch sein Handeln und Sein.
- Nicht nur Kenntnisse eintrichtern, sondern menschliche Bildung erlangen.
- Nicht nur Informationen multiplizieren, sondern menschliche Werte formen und vertiefen.
- Weniger Belehrung, mehr Belebung. Wissen ist zwar Voraussetzung, darf aber nicht starre Theorie bleiben. Wissen wird erst dann nützlich, wenn Menschen es wirklich machen. Dazu bedarf es innerer Fähigkeiten, seelischer Kräfte im Menschen.

Damit Fähigkeiten und Kräfte sich natürlich und menschlich entfalten können, setzt jugendbewegte Bildung die Schwerpunkte anders als die damals herkömmliche Erziehung. Die äußere Welterfahrung wird gefestigt im inneren Erleben. Bei ihrer Verinnerlichung erfährt sie jedenfalls eine Wertung: entweder aufbauend oder zerstörend. Positive Emotion fördert positive Motivation und umgekehrt ("Bewegung" dialektisch als Wirkung und Ursache).
Wertschaffende Rückkopplung beginnt damit, dass man seiner Umgebung gefällige Gestalt gibt: ästhetische Raumgestaltung, bildende Kunst und Kunsthandwerk. In gleicher Absicht ergänzt jugendbewegte Bildung die (nach wie vor unentbehrliche) sorgfältige Vermittlung von Kenntnissen durch musisches Gestalten, das der einzelne Mensch sowohl für sich selbst wie auch als teilnehmendes oder mitwirkendes Glied seiner Gruppe erlebt. Im "Heimgarten" besonders gepflegte Formen waren Lied, Spiel, Tanz, Brauchtum, Festgestaltung. Rechtfertigung im Rückblick und Zuversicht im Ausblick, kurzum inneren Halt (für den Einzelmenschen ebenso wie für die Gruppe) vermitteln auch das Gebet und andere Stützen der Religion.